# 김충립
김충립(金忠立, 1947년 2월 16일 ~ )은 대한민국의 전직 군인이자 목사로 지금은 없어진 기독자유민주당의 대표를 맡기도 했다.

## 군인 생활
육군 소령과 특전사 보안반장을 지냈다. 12·12 군사 반란에도 가담했으나 신군부가 살인을 한 것은 잘못이라고 회고하였다. 1980년 전역하였다.

## 목사
전역 후 목사가 되었다.

## 정치

### 2011년 서울특별시장 보궐선거
당초 기호 8번을 배정받았으나, 선거에 불참하기로 하고, 후보자 정보공개자료를 제출하지 않았다. 그렇게 되어, 서울시선거관리위원회는 18일 김충립 후보가 등록 무효되었다고 판결하였다.

## 기타
2019년 현재 목사로 활동하고 있다. 남동생 김충환 국회의원이 소유한 500억원 규모의 건물 재산 중 10%를 받아 현재 목회 및 사회복지 사업을 하고 있다.
약자들의 인권을 위해 5·18진실규명조사위원회 전문위원으로도 활동했다.

## 역대 선거 결과
|  | 4.43% |

|  | 0% |

|  | 1.20% |